# Хиллерзе
Хиллерзе (нем. Hillerse) — община в Германии, в земле Нижняя Саксония.
Входит в состав района Гифхорн. Подчиняется управлению Майнерзен. Население составляет 2529 человек (на 31 декабря 2010 года). Занимает площадь 24,11 км².
Коммуна подразделяется на 2 сельских округа.
| Год  | Население |
| ---- | --------- |
| 1990 | 1865      |
| 1995 | 2146      |
| 2000 | 2441      |
| 2005 | 2611      |
| 2010 | 2546      |